# Přemyšlování o dokonalosti křesťanské

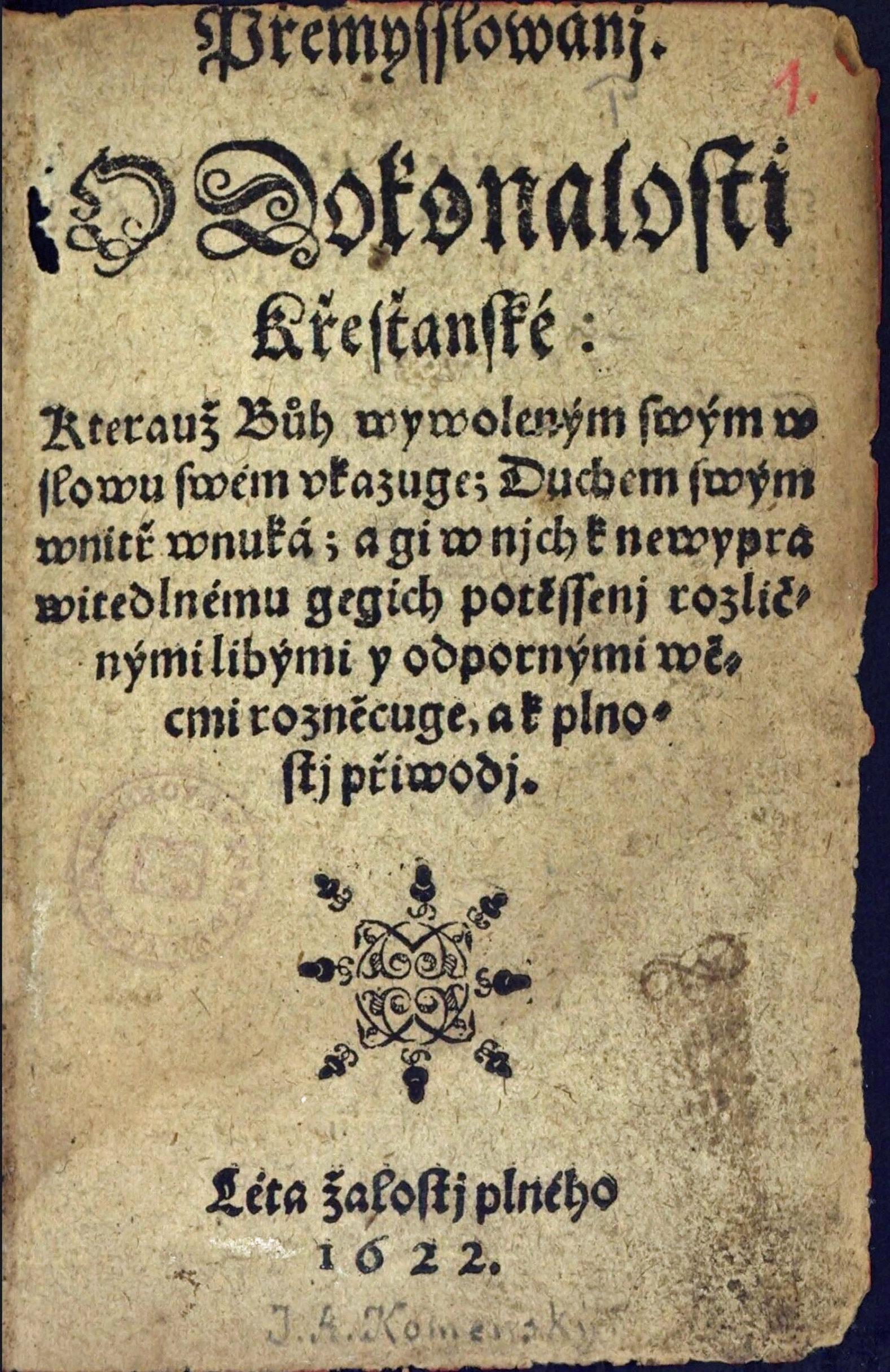
Titelblatt der ersten Ausgabe, Prag 1622. Mährische Landesbibliothek Brünn.

Přemyšlování o dokonalosti křesťanské (deutsch: Nachdenken über die christliche Vollkommenheit) gehört zu den sogenannten Trostschriften von Johann Amos Comenius. Der junge Prediger der Brüdergemeinde in Fulnek begründet darin die Notwendigkeit christlicher Demut, gerade in Zeiten schwerer Schicksalsschläge.
Der vollständige Titel des in Tschechisch verfassten Werkes lautet übersetzt:
„Nachdenken über die christliche Vollkommenheit, die Gott seinen Auserwählten in seinem Wort zeigt; durch seinen Geist in ihr Innerstes einflößt, und zu ihrer unaussprechlichen Freude durch manche Plagen in ihnen entfacht und zu voller Entfaltung bringt.“

## Entstehung
Die Verfolgung von Nichtkatholischen nach der Niederlage in der Schlacht am Weißen Berg hat auch die Böhmische Brüderunität stark getroffen: ihre Gemeinden wurden auseinandergetrieben, ihre Schulen geschlossen, ihre Prediger und Verwalter ausgewiesen. Auch Comenius musste seine Wirkungsstätte in Fulnek verlassen, weil gegen ihn als Prediger der Brüderunität ein Arrestmandat erlassen wurde. Er hielt sich zunächst an wechselnden Orten in Schlesien, Mähren und Böhmen versteckt, bevor er auf den Gütern von Karl der Ältere von Žerotín in Brandeis an der Adler eine Zuflucht fand. In dieser Zeit verfasste er mehrere kleinere Schriften, um die in der Heimat verfolgten Evangelischen im Glauben zu stärken und ihnen Hoffnung zu geben.
Im Rückblick auf seine Lage schrieb Comenius später: Als ich aus meiner Gemeinde verjagt wurde (gleich unter den ersten, im Jahre 1621) schrieb ich die „Überlegungen zur christlichen Vollkommenheit“, wobei ich mich bemühte, mir selbst und anderen klar aufzuzeigen, dass die ganze christliche Vollkommenheit darin  besteht, jedweden Willen Gottes auszuführen und zu erdulden. Wenn wir in unserer Schlaffheit nicht freiwillig dahin trachten und uns von der Lieblichkeit göttlicher Versprechen nicht anlocken lassen, so ist es Teil Göttlicher Güte, einen dazu durch Plagen zu nötigen.
Seine Trostschrift Nachdenken über die christliche Vollkommenheit hat Comenius im Jahr 1621 oder 1622 geschrieben, gedruckt wurde sie zuerst 1622 in der geheimen Druckerei der Brüderunität in Prag. Sie wendet sich an seine in Fulnek verbliebene Gemeinde. Im Vorwort hat er sie seiner Frau Magdalena Vizovská gewidmet, die in Fulnek geblieben ist. Es beginnt mit den Worten: Meine liebe Frau Magdalena, mein mir nach Gott dem Herrn teuerstes Kleinod! Ob seine Frau das Buch jemals in die Hände bekam, ist nicht bekannt. Sie starb mit beiden Kindern noch im Jahr 1622 an Pest, nachdem Fulnek von den kaiserlichen Söldnern geplündert und gebrandschatzt wurde.

## Inhalt
Das Anliegen seiner Schrift formuliert Comenius in dem an seine Frau gerichteten Vorwort: Aus diesem Traktat kannst du erfahren, dass es vergeblich ist, in dieser Welt wählen zu wollen, wie man von Gott geleitet werden möchte, und dass es besser ist, freiwillig, wenn auch unter Tränen, Gott nachzufolgen und alles, Glück und Unglück, Freude und Trübsal, Lachen und Weinen aus seiner Hand dankbar zu empfangen. Du wirst manches darin finden, woraus Du Dich erinnern oder lernen, woraus Du Dich trösten oder rüsten kannst, das weitere Leiden zu ertragen; schließlich wirst du die Freude über das, zu dem uns unser Herrgott nach überstandener Züchtigung, wie wir glauben, geleiten will, fromm genießen lernen.
In 12 Kapiteln begründet Comenius die Notwendigkeit und die Nützlichkeit christlicher Demut. Nicht nur die angenehmen Dinge, auch der Kummer und das Leid kommen von Gott. Er schreibt: Es gibt gewiss keinen Auserwählten, den Gott der Herr nicht von Zeit zu Zeit in die Schule des Kreuzes schicken würde; denn wen er liebt, den züchtigt er, und er schlägt jeden Sohn, den er annimmt (Hebräer 12,6 )
Das demütige sich beugen unter dem Wille Gottes ist für Comenius nicht nur die einzig mögliche Reaktion des Christen auf die erlebte Not, es ist auch der Weg zur eigenen Vervollkommnung. Dabei reicht es nicht, sich nur mit dem eigenen Schicksal zu versöhnen, es ist auch notwendig, sein Herz von allen unnützen Gedanken und Eitelkeiten zu reinigen. Zur christlichen Vollkommenheit gehört für Comenius nicht nur die Liebe zu Gott, sondern auch die praktische Bewährung im Alltag mit dem selbstlosen Dienst am Nächsten.